# Cap André Prud'homme
Cap André Prud'homme är en udde i Antarktis. Den ligger i Östantarktis. Frankrike gör anspråk på området.
Terrängen inåt land är platt österut, men åt sydväst är den kuperad. Havet är nära Cap André Prud'homme norrut. Trakten är glest befolkad. Närmaste befolkade plats är Dumont d'Urville Station, 4,3 kilometer nordost om Cap André Prud'homme.